# Sjevernogermanski jezici
██ Danski
██ Norveški
██ Švedski
██ Islandski i Ferojski
Sjevernogermanski jezici jedna su od tri osnovne skupine germanskih jezika koji se govore na području Skandinavije i nekim otocima u sjevernom Atlantiku. Razvili su se iz staronordijskog jezika.  

## Razredba
Tradicionalna razredba podrazumjeva dvije skupine sjevernogermanskih jezika podijeljene prema genetskoj srodnosti:
1. istočnoskandinavski jezici:
  1. danski
  2. švedski

2. zapadnoskandinavski jezici:
  1. ferojski
  2. islandski
  3. norveški

Alternativna podjela tih pet jezika prema povijesnom razvoju, nastala u suvremenije doba, dijeli ih na sljedeće skupine:
1. otočni jezici:
  1. islandski
  2. ferojski

2. skandinavski jezici:
  1. južnoskandinavski: a) danski (dijalekti danskoga)
  2. sjevernoskandinavski: a) norveški (dijalekti norveškoga), b) švedski (dijalekti švedskoga)

U toj podjeli, islandska, ferojska i skandinavska skupina smatraju se trima zasebnim dijalekatskim kontinuumima. Danski pak tvori zasebnu skupinu unutar skandinavskog kontinuuma zbog izrazite jezične inovativnosti kroz 20. stoljeće kojom se znatno odvojio od norveškog i švedskog.

## Stupanj međusobne razumljivosti
Mjerenje stupnja međusobne razumljivosti između mlađih govornika (ispod 25 godina starosti) standardnih skandinavskih jezika koje je proveo Nordijski fond kulture i Nordijsko vijeće ministara pokazuje da postoje znatne poteškoće u međusobnoj razumljivosti. Međusobna razumljivost tih jezika tako niti u jednoj kombinaciji ne doseže 75 %. Prema kriteriju međusobne razumljivosti je tako moguće zaključiti da se ne radi o jedinstvenom, zajedničkom jeziku tih skandinavskih zemalja, za što bi postotak prema nekim jezikoslovcima trebao biti viši.

## Vanjske poveznice
- Ethnologue (14th)